# Chalcides parallelus
El eslizón de Chafarinas (Chalcides parallelus) es una especie de lagarto de la familia Scincidae.

## Descripción
Eslizón pentidáctilo de tamaño medio, confundido a menudo con otros escíndidos del mismo género.

## Distribución
Es endémico de una estrecha franja costera de unos 250 km de longitud entre Nador (Marruecos) y el cabo Carbón (Argelia) y no más de 3 km de ancho. Su área de distribución está muy fragmentada.
En España este eslizón se localiza únicamente en el islote Rey Francisco de las Islas Chafarinas donde es muy abundante.

## Hábitat
Prefiere las zonas de suelo suelto y arenoso, con priedras aisladas que le sirvan de refugio. Las cotas más elevadas que alcanza no sobrepasan los 30 m s. n. m.